# My Transsexual Summer
My Transsexual Summer (traducción literal: Mi verano transexual) es una serie documental británica sobre siete personas transgénero en distintas etapas de su transición. Durante cinco fines de semana del verano de 2011, convivieron en una casa vacacional en Bedfordshire, donde compartieron experiencias y se apoyaron mutuamente en los desafíos que suele enfrentar la comunidad trans.
A comienzos de la década de 2010, la cadena Channel 4 se propuso mejorar la precisión y profundidad con que representaba a las personas trans, y My Transsexual Summer fue el primer programa que produjeron tras trazarse este objetivo. Channel 4 emitió la serie en noviembre de 2011; posteriormente se retransmitió en el Reino Unido a través del canal More4 (2012), y en Australia mediante la cadena ABC2 (2013). Tras su experiencia en el programa, dos de los participantes comenzaron a crear cortos documentales y vídeos centrados en la comunidad transgénero.

## Trasfondo
En abril de 2010, la organización sin ánimo de lucro Trans Media Watch publicó un estudio titulado How Transgender People Experience the Media, el cual reveló la existencia de «un problema endémico con las representaciones negativas e inexactas [de las personas trans en los medios británicos]», señalando además que esto genera un sufrimiento considerable en la vida cotidiana.
En septiembre de ese año, el Westminster Media Forum organizó un seminario sobre la representación del colectivo LGBT en los medios del Reino Unido. Dos ponentes se centraron especialmente en la representación trans: Stuart Cosgrove, director de Diversidad Creativa en Channel 4, y Tim Davie, presidente del Grupo de Trabajo de la BBC sobre Representación e Inclusión del Público LGB. Ambos destacaron la escasa presencia de personas trans en la radiodifusión británica, indicando que «las narrativas sobre personas trans a menudo carecen de profundidad y contenido». Poco tiempo después, Cosgrove declaró que los reportajes sobre personas transgénero en los medios británicos son sumamente inexactos.
Con la intención de mejorar este panorama, Trans Media Watch elaboró un memorando de entendimiento dirigido a medios de comunicación. Los firmantes se comprometían a «incrementar las representaciones positivas y bien documentadas de las personas trans en los medios». En marzo de 2011, Channel 4 fue la primera cadena en firmarlo. «Nuestra independencia editorial siempre es prioritaria; pero también nos corresponde reflejar la diversidad del Reino Unido», declaró Cosgrove al respecto.
Tras la firma, Channel 4 contrató como asesora de producción a la periodista y activista transgénero Paris Lees, de Trans Media Watch, quien acompañó el proyecto durante toda su realización.

## Producción
Inicialmente se le dio al programa el título provisional de Girls Will Be Boys and Boys Will Be Girls. Mark Raphael, editor de documentales de la cadena, contrató a la compañía de producción británica Twenty Twenty Productions (que entonces hacía parte de Shed Media) para desarrollar el seriado. Meredith Chambers se desempeñó como productora ejecutiva por parte de Channel 4, y Sam Whittaker hizo lo propio en representación de Twenty Twenty. La dirección y producción general estuvo a cargo de Helen Richards.
El rodaje comenzó pocas semanas después de la firma del mencionado memorando y se extendió durante cuatro meses. El primer capítulo de la serie fue emitido por Channel 4 en noviembre de 2011.

## Participantes
El seriado presenta a siete personas transgénero: cuatro mujeres y tres hombres, provenientes de distintas regiones de Inglaterra. Sus edades iban de los 22 a los 52 años, y cinco de ellos eran menores de 30.
Drew-Ashlyn Cunningham
Drew-Ashlyn, mujer trans de 22 años oriunda de Wakefield, llevaba más de cuatro años viviendo como mujer. Su familia la apoyaba, pero antes del seriado nunca había conocido a otra persona trans, y mucho menos de su edad.
Fox Fisher
Fox, de 30 años, es serigrafista y vive en Brighton. Inició la terapia de reemplazo hormonal seis meses antes y es consciente de que los efectos visibles de las hormonas llevan tiempo en manifestarse.
Karen Gale
Karen, de Essex, trabajó como agente de policía y luego como camionera. Se divorció en 1985 y desea reencontrarse con su hija. A sus 52 años, está a punto de someterse a una vaginoplastia.
Lewis Hancox
Lewis, de 22 años y oriundo de la localidad de Saint Helens, Merseyside, nunca había conocido a otra persona trans antes del programa. Inició su transición a los 18 años y lleva tres viviendo como hombre.
Sarah Savage
Sarah, de 29 años y residente en Jersey, acaba de empezar a vivir a tiempo completo como mujer. Durante el seriado le confiesa a su madre acerca de su transición.
Donna Whitbread
Donna, de 25 años y originaria de Norwich, lleva dos años en un tratamiento de terapia de sustitución hormonal junto con Drew.
Maxwell Zachs
Max, hombre trans de 25 años de Tottenham, es un judío reformista y aspira a convertirse en rabino. Comenzó su preparación quirúrgica en Nueva Zelanda y finalmente viajó a Tailandia para someterse a una mastectomía.

## Episodios
| Título | Fecha de emisión original |
| --- | ------------------------- |
| «Episodio 1» | 8 de noviembre de 2011    |
| Los protagonistas se reúnen en la casa de retiro, se hacen una sesión de fotos, comparten comidas y llegan a conocerse. Donna y Drew maquillan a Sarah. La noche siguiente, todos salen a la ciudad y celebran la próxima operación de Karen. |                           |
| «Episodio 2» | 15 de noviembre de 2011   |
| Sarah quiere salir del clóset ante su madre y visita a la madre de Drew para prepararse. Karen está en el hospital recuperándose de la operación de vaginoplastia. Cuando todos los demás se reúnen en la casa, tienen un videochat con ella y luego hablan de la cirugía genital. Un hombre trans visita la casa para hablar con el grupo sobre cómo es someterse a una faloplastia. Por la noche, el grupo sale a un bar del pueblo. Lewis, que trabaja en una tienda de artesanía, se siente abrumado por el elevado costo de las cirugías de confirmación de género. Drew también debe pagar las operaciones, pero tiene que encontrar trabajo primero. |                           |
| «Episodio 3» | 22 de noviembre de 2011   |
| Sarah lleva dos meses viviendo como mujer y su confianza está floreciendo. Karen sale del hospital y vuelve a casa. Lewis conoce a un hombre que ha sido operado del pecho; el padre de Lewis ayuda a organizar un acto para recaudar fondos. Drew consigue trabajo en una cafetería. Fox y Lewis consideran la posibilidad de usar el packing. |                           |
| «Episodio 4» | 29 de noviembre de 2011   |
| Donna, Karen y Sarah van a un evento transgénero en un club nocturno de Londres. Fox sale una noche con amigos varones cisgénero y le preocupa aprobar. Sarah busca alojamiento en Brighton, pero es discriminada. La recaudación de fondos de Lewis va bien. Donna anuncia que está saliendo con un hombre. Drew, que ha estado de vacaciones, regresa para el último fin de semana del retiro. El grupo invita a familiares a la casa de retiro; a Sarah le duele que los suyos hayan cortado lazos con ella. |                           |

## Recepción
Sarah Dean, redactora de entretenimiento en The Huffington Post UK, consideró que el título era «sensacionalista». Aunque Sarah Lake de Trans Media Watch reconoció que era un título polémico, opinó que era un poco mejor que el provisional Girls Will Be Boys and Boys Will Be Girls. También afirmó: «Aunque hubo concesiones evidentes para atraer al público, millones de personas habrán compartido la vida de estos siete participantes y aprendido sobre diversidad. Ahora cuentan con un punto de partida para comprender la rica y alegre diversidad de la experiencia de género, que siempre ha existido, aunque muchos no lo supieran».
La política y activista Zoe O’Connell opinó que parte de la narración era «forzada», pero consideró que «es un paso en la dirección correcta, [pues] refleja bastante bien cómo se relacionan muchas personas trans en la intimidad». CN Lester señaló que el programa perpetuaba ciertos errores o dejaba temas fuera, pero aun así lo consideró un hito: «Fue un cambio radical. Esa sensación de esperanza, de calidez... fue completamente nueva para mí. Y me quito el sombrero ante las siete personas trans por compartirlo».
Tras el estreno del segundo episodio, la periodista transgénero Juliet Jacques escribió en el blog The Staggers de la revista New Statesman: «Actualmente, el limitado progreso en la representación trans que ofrece la serie My Transsexual Summer probablemente sea lo mejor que podemos esperar». Opinó que los principales obstáculos siguen siendo los prejuicios de los productores y el escaso margen para tratar «temas minoritarios».
Maxwell Zachs, uno de los participantes, calificó la serie como una «decepción» tras ver los tres primeros episodios, argumentando que, aunque mostraba personas trans «encantadoras y entrañables», no ofrecía nada que hiciera reflexionar al público sobre qué es el género o cómo nos afecta a nivel general. También lamentó que sus aportes sobre identidades no binarias y matices en la expresión de género no fueran incluidos en el montaje final.
Tras el último episodio, Juliet Jacques escribió un artículo para la revista Time Out donde concluía: «Tal vez dentro de treinta años, My Transsexual Summer nos parezca tan anticuado como lo es ahora A Change of Sex [documental de 1980]. Si es así, será porque, con todos sus defectos, ayudó a redirigir la televisión hacia una representación más positiva de las personas trans».

## Después del programa

### Karen, Drew, Max y Donna
Poco después del final del seriado, Karen Gale participó en un mensaje navideño alternativo de Channel 4 en 2011, bajo el lema «Sé tú mismo». En 2016, el diario local Romford Recorder la entrevistó sobre su vida antes de la transición.
Drew-Ashlyn Cunningham ofreció charlas en colegios, universidades y grupos juveniles, colaboró con la organización sin ánimo de lucro Gendered Intelligence y fue patrocinadora de los Premios Nacionales a la Diversidad en las ediciones de 2012 y 2013. Trabajó como maquilladora para Illamasqua, escribió para el portal web Gay Star News y en 2012 empezó a entrenarse como luchadora profesional, bajo el nombre de Harley Ryder. En 2013 también trabajó en la emisora Gaydio y se encontraba preparando su autobiografía.
Maxwell Zachs, escritor y activista trans, ha publicado sobre género y judaísmo en diversos medios. En 2012 impulsó una petición para que la Organización Mundial de la Salud eliminara el transexualismo de su clasificación internacional de enfermedades. Posteriormente estudió en el Instituto Europeo de Estudios Judíos de Suecia, publicó obras de teatro y una novela distópica llamada The People's Republic of Nowhere.
Donna Whitbread se desempeña como actriz de teatro. En 2014 se unió al elenco del espectáculo Ladyboys of London, una compañía de tres mujeres trans y cuatro bailarines, con coreografía de Kamilah Beckles. Hizo su debut en el Hippodrome Casino de Londres el 29 de diciembre de ese año. En 2017 fue entrevistada por la BBC para el programa Gay Britannia, en el que respondió preguntas escritas por personas cisgénero acerca de mujeres trans.

### Sarah, Lewis y Fox
Sarah Savage participó en el programa de entrevistas The Alan Titchmarsh Show, y en 2013 comenzó la terapia hormonal. Ese mismo año coorganizó el Trans Pride Brighton (reconocido como el primer festival del orgullo transgénero del Reino Unido) junto a Fox Fisher, con quien más tarde publicó el libro ilustrado Are You a Boy or are You a Girl? Sarah declaró en el portal My Genderation que vivir como mujer le despertó una faceta creativa que antes no exploraba: «Antes de empezar la transición, nunca escribí, nunca hice nada creativo [...] Por alguna razón, vivir en un rol femenino me ha permitido ser más creativa».
Los eventos de recaudación organizados por Lewis Hancox atrajeron donaciones de figuras como Stephen Fry y Graham Norton. Ese mismo año, Lewis empezó a prepararse para una operación de confirmación de género más complicada: la metoidioplastia. Luego se trasladó a Londres a estudiar cine y en 2013 fundó, junto a Fox, el proyecto My Genderation, a través del cual realizan cortos documentales sobre las personas transexuales y la variación de género. Ambos fueron reconocidos por The Independent y The Guardian en listas de jóvenes influyentes en los medios.
Fox Fisher siguió trabajando como serígrafo y artista visual autónomo. Además de sus proyectos creativos con Lewis y Sarah, Fox escribió algunos artículos para The Huffington Post. Al igual que Sarah, sintió una nueva libertad creativa con la transición: «Ahora es más fácil hacer arte porque siento que me he quitado de encima una gran parte de mi vida». En 2014 brindó una conferencia en el TEDxBrighton y recibió una nominación para el Premio Alumnus de la Universidad de Brighton, donde cursó una maestría en artes. En julio de 2017 la universidad le concedió el doctorado honoris causa «en reconocimiento a su importante contribución a elevar el perfil, tanto a nivel nacional como internacional, de las cuestiones que afectan a las personas trans y a la promoción de las artes en los medios de comunicación». Ha tratado temas relacionados con la comunidad transgénero en los programas Good Morning Britain, Inside Out y This Morning.